# 八木啓代
八木 啓代（やぎ のぶよ、1962年1月13日 - ）は、大阪府生まれのラテン歌手、作家、エッセイスト、ジャーナリスト、音楽コーディネータ、健全な法治国家のために声をあげる市民の会会長。
ラテンジャズ・バンド、ハバタンパ (HAVATAMPA) のリードヴォーカル。（ローマ字で苗字はYagiとなるが、活動地域であるラテンアメリカ（スペイン語）向けにYaguiとも綴る）

## プロフィール

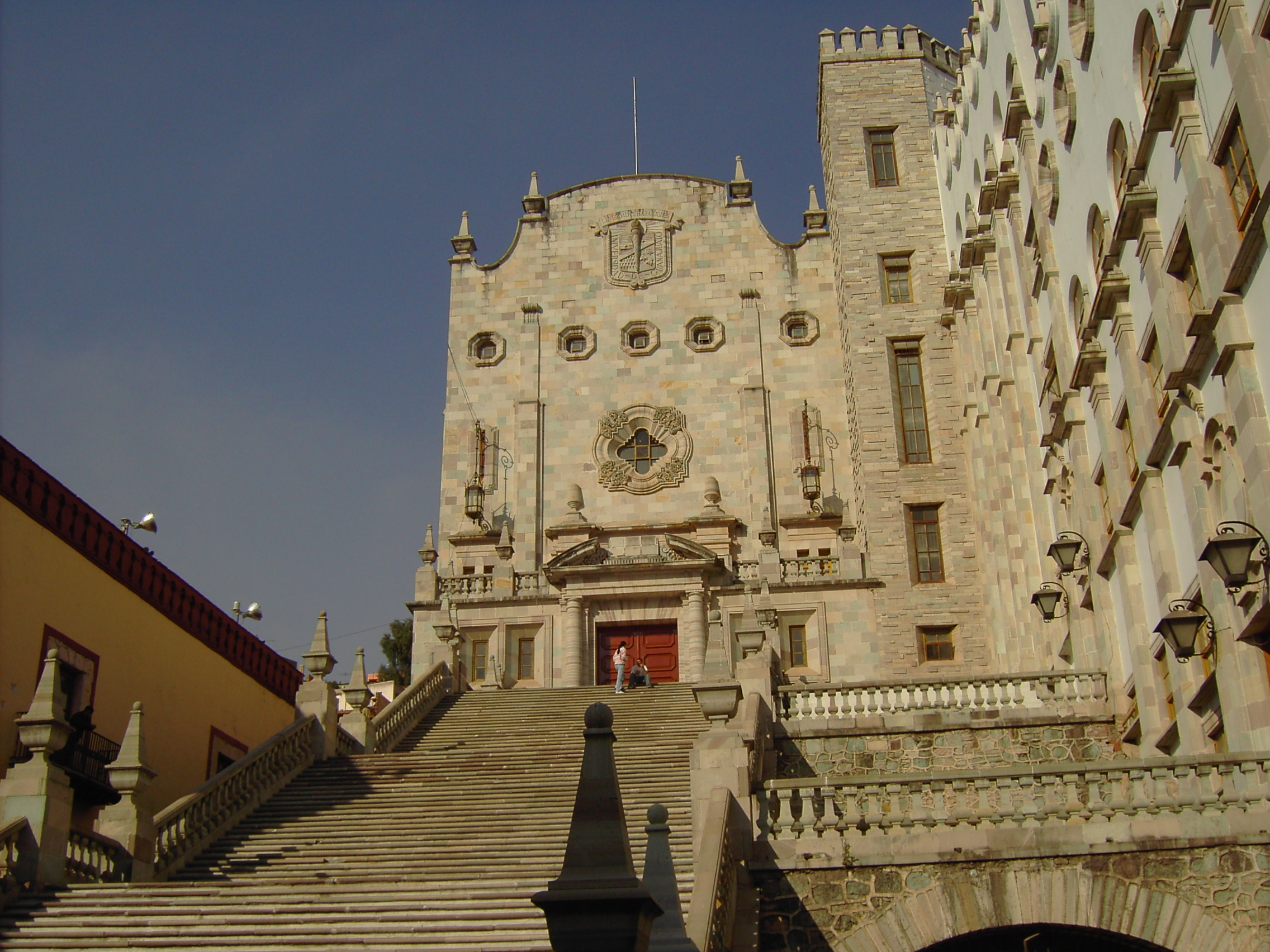
グアナフアト州立大学 (Universidad de Guanajuato)

北野高校、京都外国語大学イスパニア語学科卒業。在学中、政府交換留学生としてメキシコのグアナフアト州立大学で学ぶ。この頃、旅行費用を捻出するために、初期の「地球の歩き方」の執筆に参加するなど、「バックパッカーとして伝説的な存在」であったともいう。帰国後フォルクローレのバンドなどで演奏活動を開始。
1980年代末ごろからは、東京、京阪神（京都、大阪、神戸）、メキシコシティ、ハバナでソロヴォーカリストとして活動、ソロアルバム『心象風景』、そして2年後にメキシコのレコード会社ペンタグラマ（Pentagrama, ）からソロアルバム『SE VIVE ASI』を発表、メキシコ、キューバで「絹の声（Voz de Seda）」という評価を得た。
1994年、フェスティバル・デ・ミゲル・マタモロス (Festival de Miguel Matamoros) 第一回国際サルサ（ソン）フェスティバル - 略称: フェスティバル・マタモロソン (Festival Matamoroson en Santiago de Cuba) に、一度限りという約束で、吉田憲司、納見義則らによって再結成され、日本代表として参加したサルサバンド、ハバタンパ（HAVATAMPA）(第2期)に、リードヴォーカルとして参加。ソン・ラテン音楽の本場であるサンティアーゴ・デ・クーバの聴衆からオールスタンディングオベイションの評価を受けた。その結果、ハバタンパは存続することになり、翌年には、メキシコのオペラハウス「メキシコ市立劇場」（テアトロ・デ・ラ・シウダー - Teatro de la Ciudad）で二千人の聴衆を集めての公演を成功させる。
作家としても、メキシコシティのコヨアカン地区に家を持ち、キューバやメキシコなど、ラテンアメリカに関する知識や情報を、マスメディアやミニコミで発表した解説記事やライナーノーツはきわめて多数にのぼり、この分野での著作も多い。"PANDORA REPORT"では、1991年から1995年の間に、パソコン通信ニフティーサーブ（現・@Nifty）上の「市民運動フォーラム」で、当時は珍しかった顔文字を多用した漫画チックな文体に、ブラックなユーモアを込めて、中南米事情（とりわけ、当時バッシングを受けていたキューバ事情）を紹介した。この文章はのちに光文社より出版された。なお、この原文は、光文社刊の書籍に収録されなかったものやその後書かれたものも含めて、八木本人のサイトで2015年4月まで公開されていた。また2010年3月から、ピースボートクルーズに参加した体験を綴った「PANDORA REPORT 南極編」として"PANDORA REPORT"シリーズを自身のブログで再開した。
シルビオ・ロドリゲス (Silvio Rodríguez)、パブロ・ミラネス (Pablo Milanés)、カルロス・バレーラ (Carlos Varela) ら、キューバのシンガーソングライターたちや、チリのイリャプ (Illapu) をはじめ、ラテンアメリカの新しい歌（ヌエバ・カンシオンあるいはヌエバ・トローバ - es:Nueva Trova Cubana）の音楽家や文化人との親交は厚く、その人脈と語学力を生かして、チリのアンヘル・パラ（Angel Parra）、アルゼンチンのロック歌手、レオン・ヒエコ (León Gieco)、ニカラグアのルイス・エンリケ・メヒア＝ゴドイ (Luis Enrique Mejía Godoy) 、キューバのビセンテ・フェリウ (Vicente Feliú) らの日本公演のコーディネーターや共演などもつとめている。
その後、アメリカが1989年にパナマを侵攻した事件を現地で取材して執筆した、長編処女小説『MARI』を上梓。また、メキシコの作曲家たちが彼女に提供した曲を中心に録音されたソロ・アルバム『Esta Mujer』（意味は「この女」）、ファドやメキシコ民謡を採り入れた『Lagrimas』（意味は「涙」）、キューバ録音を行った『Antes de ti』（意味は「あなたの前に」）をメキシコで発表。また、中南米各国の国際音楽フェスティバル等に招待されるなど、現在も、東京を拠点に、メキシコ、キューバと行き来して演奏活動を続ける。

## アルバム
- 1990年 『心象風景』 日本、オフィス ソル・ナシエンテ
- 1992年 『SE VIVE ASI』 メキシコ、ペンタグラマ[10]
- 2002年 『Esta Mujer』 メキシコ、ペンタグラマ[11]
- 2012年 『Lagrimas』 メキシコ、ペンタグラマ
- 2020年 『Antes de ti』 メキシコ、ペンタグラマ

## 文献

### 著書
- 『禁じられた歌 ビクトル・ハラはなぜ死んだか』晶文社、1991 ISBN 4794950810
  - ビクトル・ハラ年譜:p229～235
- 『ラテンアメリカ発=音楽通信』新日本出版社、1991　のち『危険な歌 世紀末の音楽家たちの肖像』幻冬舎文庫
- 『ラテンアメリカくいしんぼひとり旅:お手軽エスニック料理をあなたに』フォーラム・A、1995　のち光文社
- 『Pandora report 喝采がお待ちかね』光文社、1996
  - 『喝采がお待ちかね ラテン的悦楽世界へのご招待』光文社文庫　2章を削って沢木耕太郎との対談を掲載）
- 『ラテン女のタフで優雅な生き方:Asi como soy:自分のスタイルを求めて』大和出版、1998 ISBN 480470230X
- 『MARI』幻冬舎、2000 ISBN 4877289690
  - 書き下ろし国際謀略サスペンス小説
- 『ラテンに学ぶ幸せな生き方』講談社+α新書、2010 ISBN 978-4062726658

### 共著
- 『キューバ音楽 La musica en Cuba』吉田憲司共著、青土社、2001
- 『リアルタイムメディアが動かす社会 市民運動・世論形成・ジャーナリズムの新たな地平』常岡浩介,上杉隆,岩上安身,すがやみつる,渋井哲也,郷原信郎,津田大介共著　東京書籍　2011

- 郷原信郎との対談「ネット時代の市民が検察を追い詰める」
  - 『検察崩壊～失われた正義』（毎日新聞社、2012年） ISBN 9784620321479 の第3章

### 評論
- 1990年 「民主主義を生み出したチリの若者たちの文化」、『講座・青年/第3巻』（清風堂書店）所収
- 1992年 「蟻の行進・メキシコ先住民500年目の抵抗」、『グリオ』（平凡社）所収
- 2001年 「芸術のグローバリゼーションー音楽分野の産業化の一例を見る」、『地球村の思想』（新評論社）所収
- 2008年 「ゲバラの戦いや革命は遺物としての歴史ではない　司令官の夫の傍らで、激動の中心を歩いた妻の記録」（書評紙・『図書新聞』2008年8月9日号掲載、アレイダ・マルチ『わが夫、チェ・ゲバラ』の書評）
- 2009年 「革命運動とともに歩む『新しい歌』の現在　ラテンアメリカの目覚めをうたう」、季刊『社会評論』スペース伽耶、No.156、2009年1月、<特集1 VIVA! キューバ　革命50年>収録
- 2009年 「ラテンアメリカ五つの革命を祝う」、季刊『社会評論』スペース伽耶、No.158、2009年7月、巻頭エッセイ p.2
- 2010年 「グローバリゼーションとワールドミュージック」、『グローバル世紀への挑戦ー文明再生の智慧』（文理閣）所収
- 2012年 「手痛いツケを支払うのは20年後だ」、『ハシズム！　橋下維新を『当選会見』から読み解く』（第三書館）所収
- 2014年 「インターネットメディアが動かす市民革命」、『わたしたちは二十二世紀を望めるのか - 明日のないその日のために』（紀伊國屋書店）所収
- 2017年 「刑事司法への問い (シリーズ 刑事司法を考える 第0巻)」（岩波書店）所収
- 2018年「３．１１を心に刻んで 2018」（岩波ブックレット） 所収

### その他
- 沢木耕太郎『貧乏だけど贅沢』文藝春秋、ISBN 4-16-354820-3
  - 沢木耕太郎の旅をめぐる十の対話に対談収録
- Mariana Ch., La japonesa Nobuyo Yagui: canta en mexicano.(musico)(Entrevista), Editorial Contenido, S.A. de C.V., 1st Jun 2002, ISBN B0008E36HW (HTML format digital document)